# Regular Army
 (mars 2018).
Le contenu est difficilement compréhensible vu les erreurs de traduction, qui sont peut-être dues à l'utilisation d'un logiciel de traduction automatique.
Se référer à Armée régulière pour la définition du terme et non pas son usage pour les États-Unis.
L'Armée régulière des États-Unis est le successeur de l'Armée continentale en tant que force militaire permanente du pays. Même de nos jours, la partie professionnelle de l'United States Army continue de se nommer l'Armée régulière. Depuis la Révolution américaine jusqu'à la Guerre hispano-américaine, des milices d'États et des régiments volontaires organisés par les États (mais ensuite contrôlés par les autorités fédérales et les généraux en temps de guerre) supportaient la petite Armée régulière des États-Unis. Ces régiments volontaires sont devenus ce qui est maintenant appelé les Volontaires par opposition à l'Armée régulière. Pendant la Guerre de Sécession, environ 97 % de l'Armée de l'Union était composée de volontaires. Dans l'usage contemporain, le terme Armée régulière faire référence à la composante active à plein-temps de l'United States Army, ce qui n'est pas le cas de l'Armée de réserve et l'Army National Guard.
Le système militaire américain développa une combinaison regroupant l'Armée continentale, professionnelle, avec des milices d'États et des régiments volontaires de la Guerre d’indépendance, puis des unités militaires similaires post-indépendance sous le Militia Act de 1792. Ceux-ci ont fourni une base à l'organisation de l'US Army, avec des changements mineurs, jusqu'à la création de la garde nationale moderne en 1903. Le Militia Act prévoyait le recours à des volontaires qui pouvaient être utilisés n'importe où en temps de guerre, en plus des milices d'États qui étaient limitées à une utilisation locale dans leur État pour de courtes périodes de temps. Même l'armée professionnelle actuelle, bien qu'augmentée par l'armée de réserve et la garde nationale, a une organisation similaire : un noyau permanent et professionnel, et des unités additionnelles qui peuvent être mobilisés pour des urgences ou en temps de guerre.

## Armée continentale
L'US Army remonte à la création de l'Armée continentale le 14 juin 1775, quand le Congrès continental autorisa l'enrôlement pour un an de fusiliers de Pennsylvanie, Maryland, et de Virginie afin de rejoindre la milice de la Nouvelle-Angleterre qui assiégeait Boston. Fin 1776, le Congrès demanda que l'Armée continentale serve pour la durée de la guerre. L'armée était constituée de 88 bataillons réunis et équipés par les États, avec des officiers nommés par les États. La nomination des officiers continua en collaboration entre le Congrès, le chef des armées, George Washington, et les États.  Le nombre de bataillons devait être réparti entre États en fonction de leur population. Alors que le nombre initial de bataillons approchait la limite autorisée, au 1er janvier 1787, l'infanterie continentale fut en mesure de garder assez de régiments pour seulement cinquante bataillons. Pendant la Guerre d'Indépendance, les bataillons et régiments étaient essentiellement la même chose. Au 19 octobre 1781, quand l'Armée britannique sous le commandement du Général Cornwallis capitula face au forces américaines et françaises à Yorktown, l'Armée continentale avait crû à soixante bataillons.
À différentes reprises, beaucoup de milices d'États et de régiments volontaires d'États (normalement organisés pour le service local) aidèrent l'Armée continentale en temps de guerre, pour de courtes périodes. Même si former et équiper à temps partiel ou à court terme des soldats et les coordonner avec des soldats professionnellement formés s'avéra difficile, cette approche permit aux américains de l'emporter sans établir une armée importante ou permanente.
Le Congrès dissout l'Armée continentale après l'entrée en vigueur du Traité de Paris, le traité de paix avec le Royaume-Uni, pour trois raisons: premièrement, l'incapacité du Congrès à récolter beaucoup de revenus sous les Articles de la Confédération; deuxièmement, la méfiance des américains à l'égard des armées permanentes; troisièmement, un sentiment de sécurité vis-à-vis des ennemis étrangers, les États-Unis étant entourés de grands océans contrôlés par la marine britannique. Le Congrès garda 80 soldats-gardiens pour protéger les armes et l'équipement à West Point (New York), et Fort Pitt et demanda aux États de fournir 700 hommes de leurs milices pour un an de service à la frontière. Les délégués de la Convention de Philadelphie de 1787 reconnurent le besoin d'une présence militaire permanente plus importante, et financèrent la mise en place d'une armée et d'une marine régulière et de milices contrôlées par les États, sujet à un contrôle civil à travers le contrôle du Congrès des crédits et de la direction présidentielle en tant que chef des armées des forces régulières et des milices lorsque celles-ci sont appelées à joindre le service fédéral.
Le 3 juin 1784, au lendemain de la réduction de l'Armée continentale à 80 hommes, le Congrès établit un régiment qui serait créé et géré par des volontaires provenant de milices de quatre des États. Cette unité, le premier régiment américain fut commandé jusqu'au 1er janvier 1792 par Josiah Harmar de Pennsylvanie, il se devint progressivement un régiment régulier connu sous le nom de 1re Infanterie en 1791, et en 1815 il fut renommé 3e Infanterie lors de la réorganisation de l'armée à la suite de la Guerre de 1812. Le Congrès augmenta graduellement  la base militaire, passant de 700 hommes en 1784 à 5 104 en 1793.

## Légion des États-Unis
L'US Army réalisa qu'elle avait besoin d'un armée permanente bien entraînée après la défaite de St. Clair le 4 novembre 1791, quand une force menée par le général Arthur St. Clair fut presque anéantie par la Confédération de l'Ouest près de Fort Recovery (Ohio). Les programmes, qui furent approuvés par le Président George Washington et Henry Knox, secrétaire à la Guerre, mèneraient à la création de la Légion des  États-Unis. Le commandement serait basé sur les travaux militaires datant du 18e siècle d'Henri Bouquet, un soldat professionnel suisse qui servit en tant que colonel pour la British Army, et du maréchal français Maurice de Saxe.
En 1792, Anthony Wayne, un héros renommé de la guerre d’indépendance, fut encouragé à quitter la retraite et revenir en tant que commandant en chef de la Légion au rang de major-général. La légion fut recrutée et formée à Pittsburgh (Pennsylvanie). Elles fut créée à partir du 1er et 2e régiments de l'Armée continentale dissoute. Ces unités sont ensuite devenues les première et seconde sous-légions. Les troisième et quatrième sous-légions furent créées avec les recrues supplémentaires. De juin 1792 à novembre 1792, la légion est restée cantonnée à Fort LaFayette à Pittsburgh.
Les nouvelles recrues furent formées à Legionville, près de ce qui est aujourd'hui Baden (Pennsylvanie). La base fut le  premier établissement de formation basique des forces armées des États-Unis. Tout au long de l'hiver 1792-93, les troupes existantes accompagnées des nouvelles recrues pratiquèrent des exercices de compétence, de discipline et de tactiques militaires. La Légion partit ensuite combattre lors de la guerre amérindienne du Nord-Ouest, un conflit contre les tribus amérindiennes affiliées à la Confédération de l'Ouest au sud de la rivière Ohio. La campagne menée avec brio mena à la victoire décisive lors de la bataille de Fallen Timbers le 20 août 1794. La formation que la légion reçut à Legionville fut considérée comme ayant joué un rôle important dans cette victoire.
Après la mort de Wayne, le brigadier général James Wilkinson, qui était son adjoint pendant la légion, commença à se défaire de l'organisation de son ancien supérieur en décembre 1796. Sa pratique fut de rétablir un modèle militaire basé sur un système de régiments. Wilkinson, qui fut plus tard découvert pour avoir été un espion de la monarchie espagnole, essaya de débarrasser l'armée de tout ce que Wayne avait créé. De ce fait, les 1re, 2e, 3e et 4e sous-légions sont devenues les 1er, 2e, 3e et 4e régiments de l'United States Army. Cependant, les nouveaux régiments honorèrent leur fondations :
- Une partie du bouclier du blason du 1er régiment d'infanterie est rouge en l'honneur de la 2e sous-légion ;
- L'insigne d'unité, porté sur l'épaulette et le béret du 3e régiment d'infanterie montre un bicorne doré avec une plume. Cet insigne représente le cimier du blason du 3e régiment d'infanterie qui affiche un bicorne noir avec une plume blanche, qui étaient les couleurs de la 1re sous-légion ;
- Le blason du 4e régiment d'infanterie de l'US Army est vert et blanc en l'honneur de la 4e sous-légion.

En 1808, le Congrès accepta une expansion de l'Armée régulière. Ceci mena à la création des 5e, 6e et 7e régiments d'infanterie régulier et un régiment de fusiliers. Cette décision fut prise en partie à cause des agressions britanniques en haute mer. Mais elle était également motivée par des craintes que les Britanniques n'apportent un soutien militaire aux Amérindiens et à leur résistance armée à l'expansion des Territoires des Nord-Ouest. Il y avait aussi une motivation importante pour le gouvernement américain de garder un honneur national au vu de ce qu'ils considéraient comme des insultes britanniques (comme l'affaire Chesapeake en 1807).

## Guerre de 1812
En janvier 1812, avec la menace grandissante d'une guerre avec le Royaume-Uni, le Congrès autorisa l'armée à ajouter dix régiments d'infanterie supplémentaires, qui devaient être plus larges que les existants. Le Congrès autorisa également le président à appeler 50 000 miliciens en service, mais en juin 1812 le Congrès autorisa un total de 25 régiments d'infanterie de force égale pour l'Armée régulière. Pendant ce temps, les États étaient en compétition avec le gouvernement fédéral pour attirer les soldats avec des durées d'enrôlement plus courte pour leurs régiments. Le Congrès ordonna ensuite la création, en janvier 1813, de vingt nouveaux régiments d'infanterie enrôlés juste pour un an. Dix-neuf d'entre eux furent créés. Début 1814, quatre régiments supplémentaires et trois régiments de fusiliers furent mis en place. Ces 48 régiments d'infanterie et 4 régiments de fusiliers furent le plus grand nombre d'unités d'infanteries présentes dans l'armée permanente avant la Première Guerre mondiale. Malgré cette augmentation d'unités de l'Armée régulière, neuf hommes d'infanterie sur dix pendant la Guerre de 1812 étaient des miliciens.
À la fin de la guerre, par une loi passée en mars 1815, le Congrès établit qu'en temps de paix, l'Armée régulière serait composée de 10 000 hommes, divisés en 8 régiments d'infanterie, 1 régiment de fusiliers et un corps d'artillerie, mais aucun régiment de cavaliers. En réalité, la plupart des nouveaux régiments créés pour la Guerre de 1812 furent traités comme s'ils étaient des régiments de volontaires créés pour la durée de la guerre et dissout à sa fin.

## Guerres séminoles
En 1821, le Congrès se sentait assez en sécurité pour réduire les dépenses en dissolvant le Régiment de fusiliers et la 8e Infanterie et réduisant la taille des compagnies à cinquante-et-un hommes enrôlés. Cet arrangement dura quinze ans jusqu'à ce que les Amérindiens forcèrent une augmentation. Un force principalement milicienne remportant la Guerre de Black Hawk. Cependant, l'Armée régulière eut besoin d'augmenter par 39 hommes par compagnie plus un régiment d'infanterie  des unités volontaires et miliciennes durent être utilisées, au moins au début, afin de remportant les Guerres séminoles en Floride, qui commencèrent en décembre 1835 et prirent fin en 1842. Après la guerre, les compagnies furent réduites à leur tailles minimum mais le deuxième régiment de dragons qui avait été ajouté à l'armée fut transformé en un régiment de fusiliers. Quand ils furent reconvertis en dragon l'année d'après, le corps de fusiliers disparut.

## Guerre américano-mexicaine
Au début de la Guerre mexicaine, le Congrès tenta de faire avec simplement huit régiments d'infanterie de professionnels, mais donna au président l'autorité d'agrandir les compagnies à cent hommes enrôlés pendant la guerre. Après le début des hostilités, le Congrès dut ajouter neuf nouveaux régiments à la même organisation que les anciens de l'infanterie régulière. La cavalerie de l'Armée régulière des États-Unis consistait en deux régiments légers entraînés à combattre montés et à pied et appelés dragons. Même si neuf nouveaux régiments furent créés en tant que professionnels pendant la guerre mexicaine, ils furent dissout quand elle prit fin. A contrario de l'armée principalement milicienne qui combattit pendant la Guerre de 1812, pendant la Guerre mexicaine un soldat sur dix était un milicien, trois sur dix étaient professionnels et les six restant étaient des volontaires. Pendant la Guerre mexicaine, quelque 73 260 volontaires se sont enrôlés, même si moins de 30 000 ont vraiment servi au Mexique.
Le Congrès ajouta deux nouveaux régiments à l'Armée régulière en 1855 afin de protéger le large territoire acquis sur le Mexique.

## Guerre de Sécession
Pendant la Guerre de Sécession, l'Armée de l'Union consistait en un très petit contingent de l'Armée régulière combiné à un grand nombre de soldats de régiments de volontaires d'États, créés et équipés par ces États avant d'être « fédéralisés » et menés par des généraux nommés par le Président des États-Unis et confirmé par le Sénat des États-Unis. De plusieurs manières, ces régiments ressemblaient et peuvent être comparés à ce qui est maintenant la Garde nationale. Du fait de leur expérience précédant la guerre, ils étaient considérés par beaucoup comme l'élite de l'Armée de l'Union, et pendant les batailles les unités de l'Armée régulière furent souvent gardées en réserve en cas d'urgence.  
Pendant la Guerre de sécession, les officiers des états étaient reconnus par leur suffixe de grade « de volontaires » ; s'il s'agissait de l'Armée régulière, ces officiers étaient reconnus par le suffixe de grade "USA". Ainsi, un colonel d'un régiment d'État était connu sous le nom de "colonel de volontaires" alors qu'un capitaine de l'Armée régulière était connu sous le nom de "capitaine, USA". Les officiers de l'Armée régulière de la Guerre de sécession pouvaient accepter des groupes de forces volontaires et pouvaient également accorder des grades brevet (grades plus haut que le commandement permanent). Dans certains cas, les officiers possédaient jusqu'à quatre grades: un grade permanent (appelé « grade plein ») dans l'Armée régulière, un grade plein chez les volontaires, et des grades brevet dans les deux en raison d'une promotion sur le champ de bataille, d'un service méritoire ou d'une action du Congrès. Généralement les officiers ne se présentaient qu'avec le plus haut grade qu'ils détenaient. Par exemple l'officier de l'Armée de l'Union James Henry Carleton, capitaine "plein", était également major brevet dans l'Armée régulière, un colonel de volontaires, et un général de brigade brevet.
Après la fin de la Guerre de sécession en 1865, le terme Armée régulière ne fut utilisé pour indiquer le grade permanent d'un officier que lorsqu'il avait également reçu un grade brevet. Tel était le cas de George Custer qui était un major-général brevet de volontaires et un général de brigade brevet de l'Armée régulière, tout en ayant le grade permanent de lieutenant-colonel dans l'Armée régulière. Si aucun grade brevet n'était tenu, l'officier était simplement signalé par son grade permanent avec le suffixe "USA". Le personnel enrôlé ne pouvait pas tenir de grades brevet et était tout simplement considéré comme du personnel des forces armées des États-Unis.
L'Armée des États confédérés avait ce qui ressemblait à une armée régulière, connue sous le nom d'« Armée des États Confédérés d'Amérique » ou AECA. L'AECA était considérée comme l'armée professionnelle blanche, comme dans l'Armée de l'Union ; la Confédération rassembla d'importantes troupes de volontaires dans l'« Armée Provisoire des États Confédérés » ou APEC. Presque tous les confédérés enrôlés étaient dans l'APEC, alors que les officiers généraux supérieurs avaient des positions dans l'AECA et l'APEC. Thomas "Stonewall" Jackson, par exemple, était un lieutenant-général dans l'APEC tout en ayant le grade permanent de major d'artillerie dans l'AECA. Le concept de l'AECA était aussi utilisé pour s'assurer qu'aucun des officiers Confédérés supérieurs ne serait dépassés par des officiers de milice, considérés comme des subordonnés de l'APEC.

## Première Guerre mondiale
Pendant la Première Guerre mondiale, avec la création de l'Armée nationale, le terme Armée régulière était utilisé pour décrire le grade d'une personne en temps de paix par opposition au commandement offert pour combattre lors de la Première Guerre mondiale. L'Armée régulière, en tant qu'élément de l'U.S. Army à proprement parler, fut réorganisée par le National Defense Act de 1920 (amendant le National Defense Act de 1916), quand l'importante force de conscription de l'armée nationale fut démobilisé et dissout. Le reste des forces de l'armée formait l'Armée régulière en temps de paix (qui incluait des unités inactives dans l'Armée régulière Inactive [ARI]), augmentant la Réserve organisée (créée par la combinaison du Corps d'officiers de réserve (COR) et le Corps enrôlé de réserve (CER) autorisé par la loi de 1916), prédécesseur de la Réserve de l'US Army.

## Entre-deux-guerres
Pendant les années 1920 et 1930, l'Armée régulière fut sous-financée et était classée 16e au niveau mondial. Les promotions au sein de l'Armée régulière étaient très lentes et il n'était pas rare pour des officiers de passer dix ou quinze ans à un rang inférieur, tandis que le personnel enrôlé ne dépassait jamais le grade de soldat de seconde classe. Dwight Eisenhower, par exemple, a passé seize ans en tant que major avant d'être promu lieutenant-colonel en 1936.

## Seconde Guerre mondiale
Pendant la Seconde Guerre mondiale, l'Armée régulière servit en tant que corps professionnel qui formait la direction de l'Armée des États-Unis. Les officiers de l'Armée régulière occupaient généralement deux grades : un grade permanent dans l'Armée régulière et un grade temporaire dans l'Armée des États-Unis. Les promotions au sein de l'Armée des États-Unis étaient très rapides  et quelques officiers étaient connus pour avoir un grade permanent de capitaine dans l'armée régulière tout en servant en tant que colonel dans l'Armée des États-Unis. Le grade de l'Armée des États-Unis pouvait être retiré, signifiant qu'un officier retombait à son grade de l'Armée régulière, et en fait, était relégué.
Le personnel enrôlé n'avait pas de double grade ; les soldats étaient soit dans l'Armée régulière, soit dans l'Armée des États-Unis. Être un soldat de l'Armée régulière était vu comme un honneur car ils avaient été volontaires plutôt qu'enrôlés. Le personnel enrôlé de l'Armée régulière était connu sous l’abréviation "AR" suivi de leur numéro de service contrairement au "AEU" de l'Armée des États-Unis.

## Après-guerre
Après la démobilisation de l'Armée des États-Unis en 1946, l'US Army fut divisée en l'Armée régulière (AR), et l'Armée de réserve (USAR). Pendant la Guerre de Corée, l'Armée des États-Unis fut rétablie mais avait seulement des conscrits enrôlés. Passé ce point, les officiers avaient uniquement un grade de l'Armée régulière, mais pouvait avoir un grade « temporaire » supplémentaire. Les grades temporaires de l'Armée régulière étaient moins facilement révocable qu'avaient été ceux de l'AEU.
Depuis la guerre du Viêt Nam, le grade permanent des officiers est leur grade AR. Les officiers en service peuvent avoir un commandement et un grade AR et peuvent aussi avoir un grade supérieur avec un commandement de l'USAR.  Les officiers de réserve ont seulement un commandement de l'USAR, mais peuvent service dans la réserve ou en service actif. Tous les grades non permanent (grade temporaire, promotion sur le champ de bataille etc.) sont attribués par commandements de l'USAR. Les officiers sans commandement AR n'ont pas de grade permanent. Les grades enrôles sont tous les grades AR.
Durant la fin des années 1960, cette guerre accaparait la majorité des grandes unités de l'armée régulière. En avril 1968, sur quatre divisions blindées, deux sont stationnées en Allemagne de l'Ouest avec deux autres destinées à renforcer l’Europe. Sur treize divisions d'infanterie, sept étaient au Sud Viêt Nam, deux en Corée du Sud, deux en Allemagne de l'Ouest et deux aux États-Unis (un destiné pour comme renfort pour l’Europe et le second comme renfort pour le Sud-Vietnam ). Sur les deux divisions aéroportées, une était dans le sud du Vietnam et une aux États-Unis (avec une brigade au Sud-Vietnam). Sur les cinq régiments de cavalerie blindés, un était dans le sud du Vietnam, trois en Allemagne de l'Ouest et un aux États-Unis destiné à renforcer l’Europe. Une brigade blindée était aux États-Unis destiné à l’Europe. Une brigade aéroportée était au Sud-Vietnam.
Après le Viêt Nam, la plupart des Reserve Officers' Training Corps (ROTC) et des élèves officiers (OCS), et ceux recevant un commandement direct sont commissionnés par l'AR, USAR ou l'Armée de la garde nationale des États-Unis (ARNG). Les officiers USAR peuvent être évalués par la composante basique de l'USAR, c'est-à-dire, les officiers servant un weekend par mois et deux semaines par an pour la formation, ou en tant qu'officier Autre Que l'Armée régulière (AQAR). Les officiers AR et AQAR sont ceux qui viennent en service et sont attendus de servir leur obligation de service de commandement jusqu'à la fin ou jusqu'à la retraite. À la promotion de major, les officiers AQAR avaient l'option de demander l'intégration à l'AR ou rester dans l'AQAR. S'ils n'étaient pas choisis par la promotion à lieutenant-colonel, les officiers AQAR devaient prendre leur retraite après 20 ans, sauf si le secrétaire à la guerre autorisait un service prolongé dans le programme Voluntary Indefinite (VOLINDEF). À la fin des années 1990, dans le cadre d'une série de changements, lors de leur promotion à major, tous les officiers AQAR devaient intégrer l'AR ou quitter le service sous 90 jours. Récemment, AQAR est rarement utilisé et virtuellement tous les nouveaux officiers sont commissionnés par l'AR, USAR ou la garde nationale.
Après l'abolition de la conscription, l'Armée régulière est devenue l'élément principal de l'US Army, supporté par l'Armée de réserve et l'Army National Guard des États-Unis. Au début des années 1980, l'utilisation temporaire des grades de l'Armée régulière fut arrêtée.
Depuis le passage du National Defense Authorization Act (NDAA) de 2005, tous les officiers en service sont attribués à l'armée régulière. Les officiers éligibles commissionnés en service furent automatiquement changés à l'AR le 11 novembre 2005 ou après.